# Таємничі монстри
«Таємничі монстри» (англ. Mystery Monsters) — американський фільм 1997 року.

## Сюжет
Перемігши у конкурсі талантів, маленький хлопчик на ім'я Томмі отримує роботу в популярному дитячому серіалі «Шоу таємничих монстрів капітана Майка». Томмі невдовзі виявляє, що три «монстра» на шоу не актори чи маріонетки, а справжні інопланетяни, які були викрадені 30 років тому у злої міжгалактичної королеви. І тепер королева Мара повернулася на Землю, щоб повернути її власність і помститися капітанові Майку.

## У ролях
| Актор               | Роль               |
| ------------------- | ------------------ |
| Ешлі Кафагна-Тезоро | Сьюзі              |
| Тім Редвайн         | Томмі              |
| Деніел Гартлі       | Джиммі             |
| Майкл Денніс        | Капітан Майк       |
| Керолайн Амброзе    | Королева Мара      |
| Сем Зеллер          | Грун               |
| Дж. В. Перрі        | містер Гільдебранд |
| Том Томсон          | помічник режисера  |
| Ейлін Вессон        | мама               |
| Аллі Макгуайр       | реєстратор         |
| Лі Гетч             | режисер            |
| Роберт Крейгхед     | юрист              |